# Barney Bush
Barney Bush (Illinois, 1946) és un escriptor nord-americà d'ètnia shawnee. Un cop acabà els estudis, va recórrer els EUA fent autostop i el 1972 es graduà en art i història. Durant aquells anys va col·laborar amb l'AIM, va fundar institut escolar indi i es dedicà a la literatura. Ha escrit Inherit the blood (1985), My horse and a jukebox (1979) i Petroglyphs (1981).